# Provincia de Ōsumi
La provincia de Ōsumi (大隅国 Ōsumi no Kuni?) era una antigua provincia de Japón en el área que actualmente corresponde a la parte este de la prefectura de Kagoshima.  Ōsumi limitaba con la provincia de Hyūga y la provincia de Satsuma.
La antigua capital de Ōsumi estaba cerca de la actual ciudad de Kokubu. Durante el período Sengoku y el período Edo, Ōsumi fue controlada por el clan Shimazu de la vecina provincia de Satsuma y que no desarrolló un centro importante.
La región de Ōsumi ha desarrollado su propio y distintivo dialecto japonés local.  Aunque Ōsumi es hoy en día parte de la prefectura de Kagoshima, este dialecto japonés es diferente al japonés hablado en la ciudad de Kagoshima e incluso al japonés estándar.  Existe un notable orgullo y tradición poética escrita en los dialectos japoneses en Ōsumi y Kagoshima.
El primer satélite de Japón, el satélite Ōsumi, fue nombrado en honor a esta provincia.

## Registro histórico
En el tercer mes del sexto año de la de la era Wadō (713), el territorio de la provincia de Ōsumi fue administrativamente separado de la provincia de Hyūga. En el mismo año, el Daijō-kan de la Emperatriz Gemmei organizó otros cambios del catastro en el mapa provincial del período Nara.